# Brusque Futebol Clube
O Brusque Futebol Clube é um clube de futebol brasileiro da cidade de Brusque, no estado de Santa Catarina. Suas cores são o amarelo, vermelho, verde e branco.

## História
Em seu primeiro ano no profissionalismo, o time foi treinado por Lauro Búrigo. A primeira partida aconteceu no dia 24 de janeiro de 1988, no Estádio Augusto Bauer, vitória de 3 a 1 sobre o Hercílio Luz de Tubarão. Touchê, ponta-direita vindo do Rio de Janeiro, foi o autor do primeiro gol da história do Brusque Futebol Clube neste ano, o Brusque classificou-se para o hexagonal final do campeonato, terminando o campeonato na quarta colocação. No segundo semestre, o Brusque ainda participou do Brasileiro da Série C, onde foi eliminado na segunda fase, tendo este mesmo desempenho em 1989.
No ano de 1990, o Brusque ficou com o vice-campeonato da Copa Santa Catarina, competição disputada no segundo semestre, paralela ao campeonato brasileiro, que não possuía catarinenses na disputa. O Figueirense sagrou-se campeão, ao vencer os dois confrontos por 1 a 0 e 2 a 1.
Em 1992 foi o ano mais importante da história do Brusque. O empresário Amílcar Wehmuth, o Chico, era o presidente que trouxe duas importantes conquistas: no primeiro semestre, a conquista da Copa Santa Catarina, que dava ao campeão um ponto no Campeonato Catarinense daquele ano. Na fase de classificação, o Brusque ficou na segunda colocação. Na fase eliminatória, passou pela Chapecoense, empatando por 3 a 3 no oeste catarinense e vencendo por 2 a 0 no Estádio Augusto Bauer. Na fase semifinal, o time bateu o Marcílio Dias de Itajaí por 1 a 0 fora de casa no jogo de ida. Na partida de volta, a derrota pelo mesmo placar levou a decisão para a prorrogação, que terminou em 0 a 0 classificando o Brusque para a final contra o Avaí.
No dia 9 de dezembro de 1992, no jogo de ida em Florianópolis, o Avaí venceu por 1 a 0, com um gol marcado nos momentos finais da partida. O Brusque teria que vencer o jogo de volta e empatar na prorrogação para sagrar-se campeão.
O jogo mais importante da história do Brusque Futebol Clube aconteceu no dia 13 de dezembro de 1992. Cerca de seis mil pessoas lotaram o Estádio Augusto Bauer e viram o Brusque vencer o Avaí por 2 a 1 no tempo normal, gols de Jair Bala e Washington. Na prorrogação, Cláudio Freitas fez um lindo gol sobre o goleiro Carlão, iniciando a festa em todo o município.
O ano de 1993 marcou a ida do Brusque para a Copa do Brasil. O time foi eliminado na primeira fase pelo União Bandeirante, vice-campeão paranaense, com um empate em 2 a 2 no Paraná e derrota por 1 a 0 no Estádio Augusto Bauer. Neste ano, um fato insólito: Brusque e Avaí, campeão e vice de 1992, foram os times rebaixados para a segunda divisão de 1994, vindo o time retornar para a primeira divisão em 1995.
Em 1996, o Brusque foi novamente rebaixado para a Segunda Divisão, retornando em 1998 para a divisão de elite, após conquistar o troféu de campeão da segunda divisão de 1997, vencendo o time do Biguaçu no dia 16 de novembro. Neste ano, a presidência do clube era do advogado e desportista Ricardo Vianna Hoffmann.
No ano de 1998, de volta à Primeira Divisão, o técnico era Gassém Salim Youssef, que conduziu o Brusque à terceira colocação no estadual, com uma campanha valorosa, destaque para a goleada em cima do Figueirense por 4 a 2 em pleno Estádio Orlando Scarpelli, no dia 15 de fevereiro.
Em 2000, o Brusque precisou disputar um torneio seletivo. A Rede Brasil Sul (RBS) havia comprado os direitos do estadual, e exigiu que apenas oito equipes integrassem a divisão de elite em 2001, sendo que Avaí, Figueirense, Criciúma e Joinville estavam previamente classificados sem a necessidade de seletiva. O Brusque ficou na sexta colocação, e voltou para a segundona.
Em 2001 a presidência do clube passou para o médico ortopedista André Karnikovsky, num ano que o Brusque teve uma atuação discreta, sem almejar o título. No ano de 2002, o empresário João Beuting tornou-se presidente, para a disputa da Segunda Divisão daquele ano.
O time teve um início muito turbulento, com a seqüência de resultados insatisfatórios do time, treinado por Luiz Freire. No segundo turno, José Antônio Martins foi contratado, e ele implantou uma nova filosofia no clube, que não poderia perder nenhum jogo correndo o risco de eliminação. O time acabou desclassificado no dia 17 de novembro, goleado pelo Kindermann de Caçador. O Brusque estava bastante desfalcado, pois a confusão no jogo de ida, resultou na expulsão de vários titulares.
No ano de 2003 o Clube Atlético Carlos Renaux e o Clube Esportivo Paysandu, através de ações jurídicas, recuperaram a posse dos Estádios Estádio Augusto Bauer e Cônsul Carlos Renaux. Como o "vovô" fez uma proposta fora da realidade à época, a diretoria resolveu não participar de campeonatos profissionais naquele ano, voltando em 2004.
No ano seguinte, o Brusque disputou o Campeonato Catarinense da Série B1, e estreou no dia 25 de abril, vencendo o rival Carlos Renaux por 1 a 0. No clássico seguinte, nova vitória, pelo placar de 2 a 1, em 25 de julho. O time sagrou-se campeão do segundo turno do campeonato, ao vencer o Juventus em Jaraguá do Sul na prorrogação, em 7 de novembro. O mesmo Juventus seria o adversário do Brusque na final do campeonato. O time de Jaraguá do Sul sagrou-se campeão, mas o Brusque havia alcançado o seu objetivo de subir para a Série A2 no ano de 2005, como vice-campeão.
Em 2010, após conseguir o tri campeonato da Copa SC, batendo o Joinville na final, se classificou pela segunda vez na história para a Copa do Brasil. Na competição nacional, é eliminado na primeira fase para o Atlético Goianiense pelo critério do gol fora de casa (Venceu em casa por 3 a 2 e perdeu em Goiás por 1 a 0).
Após anos de estabilidade no futebol catarinense, vive a maior crise administrativa e política da sua história em 2012. Onde novamente é rebaixado para a segunda divisão estadual. Volta para a elite após o vice campeonato na Divisão Especial de 2013, mas em 2014 sofre novo descenso.
Em 2015, o Brusque voltou a conquistar a Divisão Especial, batendo o Camboriú na final e garantindo o retorno à primeira divisão. Na volta à elite, faz boa campanha, terminando na quinta posição.
Em 2017, o Quadricolor ganha uma grande repercussão nacional, pois enfrentaria o Corinthians em pleno Estádio Augusto Bauer pela Copa do Brasil. Com estádio lotado, o Brusque conseguiu levar a partida para os pênaltis, mas acabou sendo eliminado pelo time paulista.
Já em 2019, a grande ascensão do Brusque vem com a conquista do Campeonato Brasileiro da Série D.
Em 2020 após vencer o Ituano por 4 a 2, garantiu o acesso a Série B do Brasileirão.
Em 2022 o Brusque começou o ano sendo campeão do Campeonato Catarinense, mas terminou a Série B na 19° colocação sendo rebaixado, o Brusque venceu o Náutico por 4 a 3 porém a derrota da Tombense para a Chapecoense por 3 a 2 decretou o rebaixamento.
Em 2023, o Brusque conquistou o acesso à Série B do Campeonato Brasileiro, após ficar em primeiro lugar no Grupo B na segunda fase da Série C, além de se classificar para final, contra o Amazonas. Na final, a equipe acabou sendo derrotada e ficando, assim, com o vice-campeonato da Série C em 2023.
Em 2023/24, o time de Futsal do Brusque (Brusque Juniors) conquistou 6 títulos da Copa Max, que foi feita varias edições no mesmo ano.

## Títulos
Torneios com chancela da CBD/CBF
| HONORÁRIOS | HONORÁRIOS                       | HONORÁRIOS | HONORÁRIOS                    |
|            | Competição                       | Títulos    | Temporadas                    |
|            | Tríplice Coroa                   | 1          | 2008                          |
| NACIONAIS  | NACIONAIS                        | NACIONAIS  | NACIONAIS                     |
|            | Competição                       | Títulos    | Temporadas                    |
|            | Campeonato Brasileiro - Série D  | 1          | 2019                          |
| REGIONAIS  | REGIONAIS                        | REGIONAIS  | REGIONAIS                     |
|            | Competição                       | Títulos    | Temporadas                    |
|            | Recopa Sul-Brasileira            | 1          | 2008                          |
| ESTADUAIS  | ESTADUAIS                        | ESTADUAIS  | ESTADUAIS                     |
|            | Competição                       | Títulos    | Temporadas                    |
|            | Campeonato Catarinense           | 2          | 1992 e 2022                   |
|            | Copa Santa Catarina              | 5          | 1992, 2008, 2010, 2018 e 2019 |
|            | Recopa Catarinense               | 2          | 2020 e 2023                   |
|            | Campeonato Catarinense - Série B | 3          | 1997, 2008 e 2015             |
| ---------- | -------------------------------- | ---------- | ----------------------------- |

## Estatísticas

### Participações
|  | Participações em 2025 |

| Competição     | Competição             | Temporadas | Melhor campanha             | Estreia | Última | P | R |
| Santa Catarina | Campeonato Catarinense | 31         | Campeão (1992 e 2022)       | 1988    | 2025   |   | 6 |
| Santa Catarina | Catarinense Série B    | 9          | Campeão (1997, 2008 e 2015) | 1994    | 2015   | 6 | 1 |
| Santa Catarina | Catarinense Série C    | 1          | Vice-campeão (2004)         | 2004    | 2004   | 1 |   |
| Santa Catarina | Copa Santa Catarina    | 14         | Campeão (5 vezes)           | 1990    | 2025   |   |   |
| Santa Catarina | Recopa Catarinense     | 3          | Campeão (2020 e 2023)       | 2019    | 2023   |   |   |
| Brasil         | Série B                | 4          | 13º colocado (2021)         | 1989    | 2024   | – | 2 |
| Brasil         | Série C                | 5          | Vice-campeão (2023)         | 1988    | 2025   | 2 | – |
| Brasil         | Série D                | 6          | Campeão (2019)              | 2009    | 2019   | 1 |   |
| Brasil         | Copa do Brasil         | 9          | 4ª fase (2020)              | 1993    | 2025   |   |   |
| Brasil         | Recopa Sul-Brasileira  | 2          | Campeão (2008)              | 2008    | 2010   |   |   |